# کاردیسا
کاردیسا (به لاتین: Karditsa) یک شهر در یونان است که در بخش کاردیسا واقع شده‌است.

## خواهرخوانده
شهر کاپانولی خواهرخواندهٔ کاردیسا هست.